# قسط حلزوني
قسط حلزوني (الاسم العلمي:Costus spiralis) هو نوع من النباتات يتبع جنس القسط من الفصيلة القسطية.